# 惡魔城:復甦
《惡魔城 蘇生的水平》（Castlevania: Resurrection）是科樂美集團旗下遊戲部門所開發的惡魔城系列動作遊戲，這是在Dreamcast上的第一作，同時也是系列作中第三次3D化的作品。於2001年因Dreamcast全球停產而中止開發，遊戲劇情更隨PS2《惡魔城 無罪的嘆息》於2003年發行而被全盤否定。

## 劇情
（總結截至中止開發前科樂美集團所公佈的劇情）

公元1666年，貝爾蒙多一族因沒有能使用聖鞭「吸血鬼殺手」的成年人，因此沒有對抗德古拉的力量。黑暗女公爵乘機令德古拉復活。正義勢力（截至中止開發前科樂美集團沒公佈身分）從過去和未來召喚了各一位貝爾蒙特家族的吸血鬼獵人，分別為開山始祖索妮亞‧貝爾蒙多和家族後裔維克托‧貝爾蒙多。

## 角色
（截至中止開發前科樂美集團所公佈的角色）

索妮亞‧貝爾蒙多(ソニア・ベルモンド)
《惡魔城 ～漆黑前奏曲～》的主角。
本作設定為貝爾蒙多一族開山始祖。
被正義勢力召喚至1666年。
此角色的開山始祖設定被《惡魔城 無罪的嘆息》的里昂‧貝爾蒙多全盤否定。
維克托‧貝爾蒙多（ビクター・ベルモンド）
本作設定為貝爾蒙多一族後裔，活躍於1800年代。
於1800年代已改投軍隊，但仍持有聖鞭，掌握了許多當時先進的科學和作戰方法。
被正義勢力召喚至1666年。
於2008年發行的《惡魔城 被奪走的刻印》定性為1797年－1897年間，貝爾蒙多失去消息，在莫理斯一族出山前，沒有人能完全掌握聖鞭「吸血鬼殺手」而須靠不同組織鑽研對抗德古拉手段，因此此角色持有聖鞭設定被否定。
黑暗女公爵（Countess）
德古拉的情人，趁貝爾蒙多一族沒有力量對抗德古拉時令德古拉復活。此角色直到科樂美集團決定中止開發後也沒有任何正式名字。
德古拉（ドラキュラ）
君臨黑暗的帝王，被黑暗女公爵復活。

## 外部連結
- 悪魔城ドラキュラシリーズ総合サイト （页面存档备份，存于）KONAMI（日語）
- Castlevania Resurrection Intro （页面存档备份，存于）